# Sapintus benoiti
Sapintus benoiti là một loài bọ cánh cứng trong họ Anthicidae. Loài này được Pic miêu tả khoa học năm 1955.